# Palestina (Huila)
Palestina – miasto w Kolumbii, w departamencie Huila.